# Суха Липа
Суха Липа — річка в Україні (в межах Яворівського району Львівської області), а також у Польщі. 
Права притока Солотви (басейн Любачівки).

## Опис
Довжина річки 14 км, площа басейну 39 км². Річище слабо звивисте. У нижній течії заплава місцями заболочена. Річка здебільшого протікає серед лісових масивів. 

## Розташування
Витоки розташовані на захід від села Принади, серед пагорбів Розточчя. Річка тече переважно на південний захід. Перетинає українсько-польський кордон на північний захід від села Великі Макари. 
Над річкою розташовані населені пункти: Карпи, а також присілки Смолина і Салашів.